# Mark Allen
Mark Allen (n. 12 ianuarie 1958, Glendale, California, SUA) este un triatlonist american, fost campion.

## Cariere sportivă
Mark Allen a câștigat de 6 ori titlul de campion mondial la disciplina sportivă ironman în Hawaii (1989-1993, 1995). El devine cunoscut prin duelul sportiv pe care îl avea cu triatlonistul american Dave Scott. În total Dave Scott a câștigat și el în anii 1980, 1982, 1983, 1984, 1986, 1987, de 6 ori titlul de campion în Hawaii. În timpul carierei sale sportive până în anul 1996, Mark Allen a reușit în medie în procent de 90 % să câștige finișul între cei mai buni triatloniști ca Dave Scott, Scott Molina și Scott Tinley. El a fost de 6 ori numit „The World's Fittest Man“ de revista „Outside“. Allen a fost căsătorit cu triatleta americană Julie Moss, ea fiind ea care l-a convins să devină triatlonist. Din anul 2009 antrenează el în Austria, triatlonista olandeză Yvonne van Vlerken.

## Palmares
| An   | Competiție                                      | Locație   | Loc | Eveniment | Note |
| ---- | ----------------------------------------------- | --------- | --- | --------- | --- |
| 1982 | Triathlon International de Nice                 | Nisa      | 1   |           | |
| 1983 | Ironman Hawaii                                  | Hawaii    | 3   | 09:21:06  | |
| 1983 | Triathlon International de Nice                 | Nisa      | 1   |           | |
| 1984 | Ironman Hawaii                                  | Hawaii    | 5   |           | |
| 1984 | Triathlon International de Nice                 | Nisa      | 1   |           | |
| 1985 | Triathlon International de Nice                 | Nisa      | 1   |           | |
| 1986 | Triathlon International de Nice                 | Nisa      | 1   |           | |
| 1986 | Ironman Hawaii                                  | Hawaii    | 2   | 08:36:04  | Ocupă locul 2 după Dave Scott. |
| 1987 | Ironman Hawaii                                  | Hawaii    | 2   | 08:45:19  | Ocupă locul 2 după Dave Scott. |
| 1989 | St. Croix Triathlon                             | St. Croix | 1   |           | |
| 1989 | ITU Triathlon Short Distance World Championship | Avignon   | 1   |           | |
| 1989 | Triathlon International de Nice                 | Nisa      | 1   |           | |
| 1989 | Ironman Hawaii                                  | Hawaii    | 1   | 08:09:15  | Mark Allen cu 2:40:04 h, realizează cel mai bun timp la alergări masculin și câștigă cu un avans de 58 sec. în fața compatriotlui său Dave Scott. |
| 1990 | Triathlon International de Nice                 | Nisa      | 1   |           | |
| 1990 | Ironman Hawaii                                  | Hawaii    | 1   | 08:28:17  | |
| 1991 | Triathlon International de Nice                 | Nisa      | 1   |           | |
| 1991 | Ironman Hawaii                                  | Hawaii    | 1   | 08:18:32  | |
| 1992 | Ironman Hawaii                                  | Hawaii    | 1   | 08:09:08  | |
| 1992 | Triathlon International de Nice                 | Nisa      | 1   |           | |
| 1993 | Ironman Hawaii                                  | Hawaii    | 1   | 08:07:45  | Mark Allen este primul atlet care are 5 victorii consecutive în Hawaii.                                                                           |
| 1993 | Powerman Zofingen                               | Zofingen  | 1   |           | Proba „Powerman“ din Zofingen este socotită la Duathlon, la campionatul mondial pe distanță lungă.                                                |
| 1993 | Triathlon International de Nice                 | Nisa      | 1   |           | |
| 1995 | Ironman Hawaii                                  | Hawaii    | 1   | 08:20:34  | |